# Discestra lattinii
Discestra lattinii är en fjärilsart som beskrevs av Koutsaftikis 1973. Discestra lattinii ingår i släktet Discestra och familjen nattflyn. Inga underarter finns listade i Catalogue of Life.